# Oreaster reticulatus
La estrella cojín (Oreaster reticulatus) es una especie de equinodermo de la familia Oreasteridae. Se caracteriza por tener cinco brazos. Cuerpo en forma de estrella, con el disco más o menos elevado, brazos carinados, arcos interradiales redondeados y con la superficie ventral plana.

## Descripción
Esta especie es grande y fuerte, con un disco elevado e inflado. Se caracteriza por tener brazos cortos. Placas abactinales convexas, las cuales tienen espinas o tubérculos bajos, fuertes y cónicos; las placas están conectadas por placas secundarias alargadas y angostas, dando una apariencia reticulada, donde los espacios abiertos tienen un gran número de poros papulares. Madreporita pequeña. Cada una de las placas superomarginales tiene espinas o tubérculos cortos, gruesos y fuertes. Placas actinales con áreas interradiales en forma de "V" invertidas y con uno o más tubérculos centrales o gránulos alargados; las placas inferomarginales son similares a las actinales. Presentan cinco espinas adambulacrales pequeñas y aplanadas; espinas subambulacrales simples, largas y fuertes, algunas veces aplanadas. Pedicelarios bivalvados y delicados, nunca hundidos en alvéolos; se encuentran disponibles sobre ambas superficies. El patrón de coloración es muy variable, incluso dentro de organismos de la misma población. La superficie dorsal de los juveniles usualmente tiene manchas de color verde, café, canela y gris. En contraste, la superficie dorsal de los adultos es amarilla, café o naranja, con grandes tubérculos distintivamente más claros o más oscuros que el disco y los brazos. La superficie ventral tanto de adultos y juveniles, es de color claro.

## Distribución

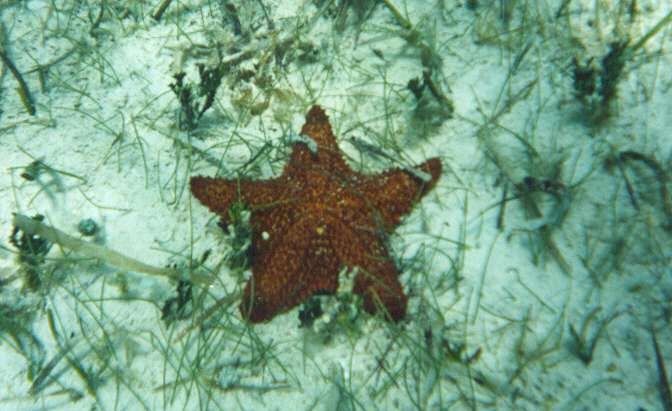
Oreaster reticulatus en Bahamas

Se distribuye en el Atlántico oriental en las islas de cabo Verde; en el Atlántico occidental desde Carolina del norte (cabo Hatteras) y al sur de Bermuda (ocasional) hasta Florida, Golfo de México, las islas Bahamas y hasta Brasil, incluyendo Colombia.

## Hábitat
Se encuentra desde 0 hasta 69 m de profundidad. La  O. Reticulatus habita aguas poco profundas, la especie se encuentra en abundancia en fondos arenosos, calcáreos que se encuentran aisladas o rodeadas de pastos marinos. Estas estrellas de mar también se encuentran en la arena suave y en sustratos lodosos que son típicos de los manglares, lagunas y algunos arrecifes de poca profundidad.  Se conoce que la dificultad en la movilidad de O. reticulatus en praderas muy densas de fanerógamas marinas evita el establecimiento de una población numerosa y, por ende, estos lugares son los que presentan las menores densidades de este asteroideo. Aunque la distribución de tallas en las distintas poblaciones de O. reticulatus está en relación con la disponibilidad de alimento que haya en el entorno, son considerados juveniles los individuos con tallas menores a 8 cm de radio mayor, mientras que los adultos son los que superan dicha talla.

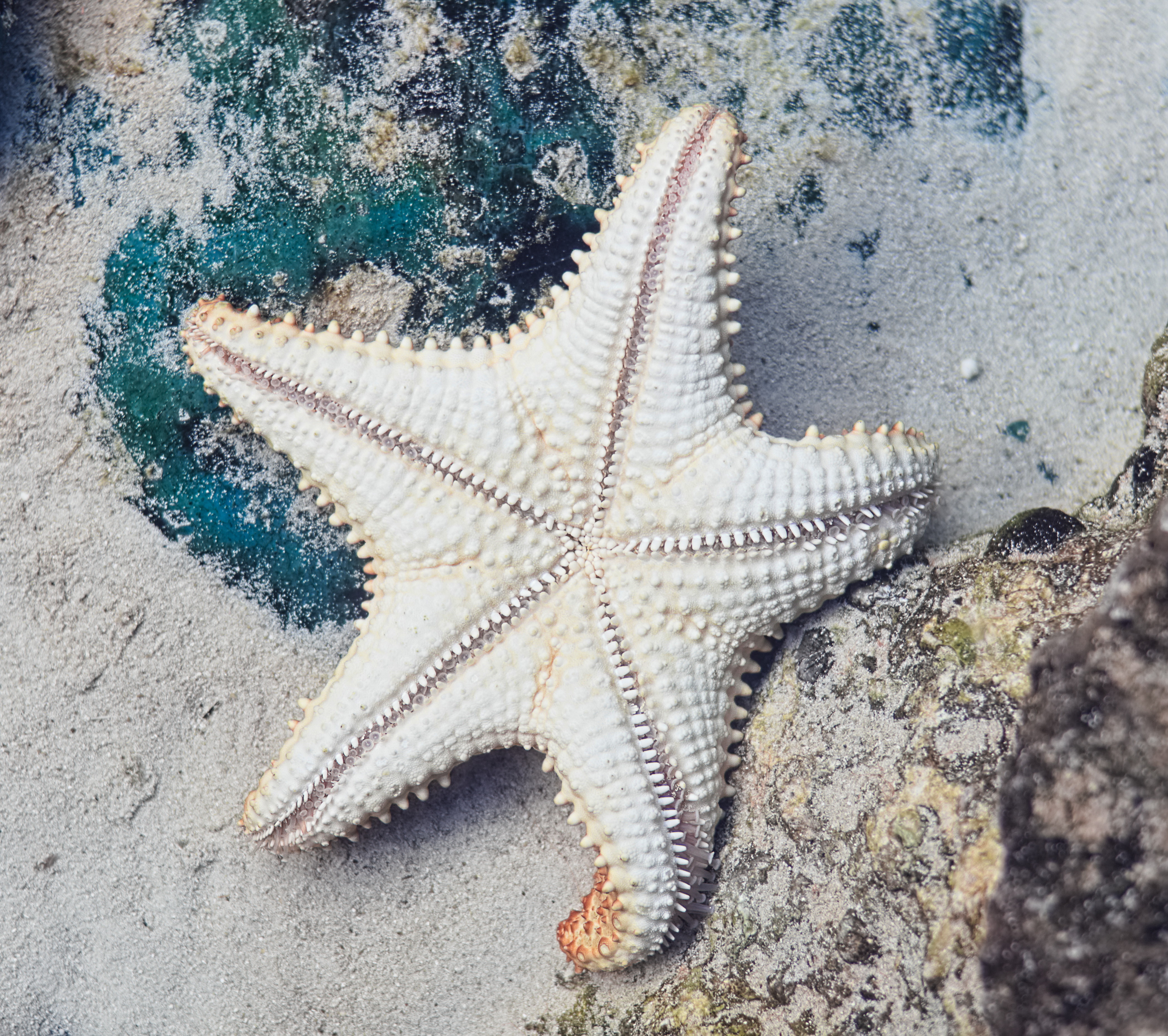
Oreaster reticulatus, cara ventral.

## Alimentación
O. reticulatus es omnívoro que se alimenta de una gran variedad de microorganismos epifitos tales como algas filamentosas, diatomeas y pequeñas partículas de detritus. El número de microorganismos que consume generalmente depende de su disponibilidad y su capacidad para capturarlos. O. reticulatus prefiere alimentarse de echinoideos como Meoma ventricosa, Tripneustes ventricosus, Echinometra viridis, juveniles de holothuridos como Holothuria mexicana,  gusanos como poliquetos, copépodos, ostrácodos y larvas de cangrejo. También puede consumir esponjas. La estrella de mar se alimenta mediante la eversión del estómago cardiaco sobre las fanerógamas o el sedimento y segregando un mucus filamentoso, produciéndose una digestión extraoral de microorganismos y detritus asociados con el sustrato. Llama poderosamente la atención que un organismo tan conspicuo, probablemente el invertebrado de mayor tamaño visible en áreas cubiertas por Thalassia testudinum, sea bastante micrófago.

## Reproducción
La reproducción asexual se basa en un proceso que algunas lo presentan llamado fisiparidad, en el que el disco central se divide en dos, de forma que cada mitad regenera un animal completo.  Los adultos O. reticulatus son dioicos, forman agregaciones conocidas como “frentes” en parches de arena dispersos en pastos marinos. Estas agregaciones dependen de la disponibilidad de sustratos ricos bentónicos. Las larvas y juveniles se encuentran principalmente en pastos marinos Thalassia testudinum y Syringodium filiforme, encontrando presumiblemente protección contra los depredadores. Además, la estrella de mar se comporta de forma gregaria, con densidades más altas asociadas con un ciclo reproductivo anual. O. reticulatus es gonocóricos. El desove ocurre en la noche, al igual que otros equinodermos, la madurez y la capacidad reproductiva están relacionadas con el crecimiento somático, las estrellas de mar alcanzan la madurez sexual cuando tienen un radio aproximado de 12 cm. Un factor clave en la producción de gametos es la disponibilidad de alimentos, ya que los nutrientes son transferidos y se utiliza durante el desarrollo y la maduración de las gónadas.  Las estrategias del ciclo vital varían entre los equinodermos, entre la freza libre con fecundación externa y desarrollo indirecto hasta varias formas de incubación y desarrollo directo. La gametogénesis está regulada por el fotoperiodo, lo que asegura una freza más o menos simultánea en los miembros de la misma población. Algunas veces las hembras liberan feromonas que atraen el esperma de los machos cercanos. Una vez que los huevos han sido fecundados por el esperma, los embriones son incubados por el adulto hasta la eclosión.

## Amenazas
Desde hace muchos años, estas estrellas de mar han sido secadas o pintadas de colores llamativos para ser vendidas como objetos decorativos en las playas. A causa de la sobreexplotación, en la actualidad se considera como una especie rara en algunos lugares donde antes era muy común.
O. reticulatus es uno de los equinodermos que se encuentra en el libro rojo de invertebrados marinos de  Colombia dentro de la categoría preocupación menor (LC). A pesar de los pocos estudios existentes es evidente la extracción con fines comerciales, lo que puede ocasionar que en la actualidad su conservación esté en riesgo.

## En la cultura popular
A partir del año 2011, esta estrella de mar aparece en el reverso de los billetes de ₡2000 de Costa Rica, junto con un  Tiburón Toro